# 地方競馬

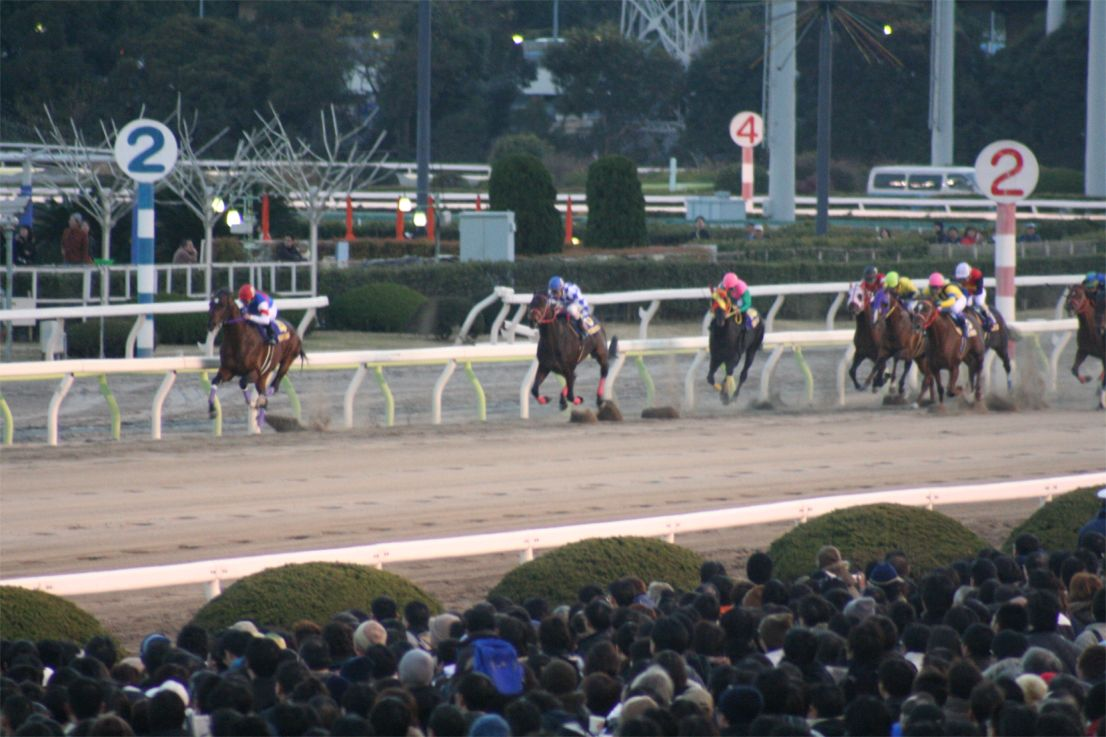
平地競走のレース風景（第51回東京大賞典、2005年）

地方競馬（）とは、日本で勝馬投票券の発売を伴う競馬における法令上の興行形式のひとつである。本記事では日本の地方公共団体（都道府県、市区町村）が主催する公営競馬（平地競走）について詳述しているが、外国における比較的小規模の競馬についても触れる。

## 概要
1948年7月に制定された競馬法の下で地方公共団体によって主催される公営競技であり、日本中央競馬会（JRA）の主催する「中央競馬」と対をなす法令用語となっている。2013年4月現在は14の主催者により全国17か所の競馬場（開催が行われていないものも含む）で平地競走とばんえい競走が施行され、競馬法に基づく地方共同法人の地方競馬全国協会（NAR）がこれを統括する。
戦前の公認競馬から国営競馬を経て、政府によって出資される特殊法人である日本中央競馬会によって施行され、現在も国庫への納付金を課せられている中央競馬に対して、現在の地方競馬は都道府県ないしは競馬場が所在する総務大臣が指定した市町村、または一部事務組合が施行する競馬である。
2014年現在、日本での馬券発売を伴う競馬全体において在籍頭数のおよそ6割、競走数の約8割を占める。勝馬投票券における払戻率は70〜80%であり、その収益は主催自治体の畜産の振興、社会福祉の増進、医療の普及、教育文化の発展、スポーツの振興、災害の復興に充てられるほか、競馬を主催していない地方公共団体に対しても地方公共団体金融機構の貸付金利引き下げによって還元される。また、地方競馬全国協会を通じても広く馬の改良増殖や畜産振興のために用いられている。しかしながら、1990年代以降は景気後退や娯楽の多様化などによって開催成績は低迷を続け、競馬事業を廃止する自治体も現れている。
戦前は草競馬と蔑まれた地方競馬も、戦後の一時期は平日開催が可能でかつ開催数が多いことが追い風となり好景気を迎えたこともあった。開催数が多いことで賞金総額は国営競馬の2倍近くとなり、1950年にはダービーの有力候補や天皇賞好走馬（エゾテッサン、二着入線後に失格）が続々と地方競馬入りするといったこともあったが、中央競馬の巻き返しにより再び人気は逆転していった。激しい淘汰の時代を経て、2011年には主催団体が15にまで減少。売り上げは3314億円まで減少した。その後2013年に福山競馬が廃止されたものの、JRAのIPAT投票での発売開始や日本経済の好転に伴って売り上げが急激に回復し、中にはバブル期を上回る過去最高の売り上げを記録する競馬場も出てきている。2022年度の全国総売上は1兆703億5968万3860円に達し、史上初めて1兆円を超えた。

### 競走馬の登録・格付け

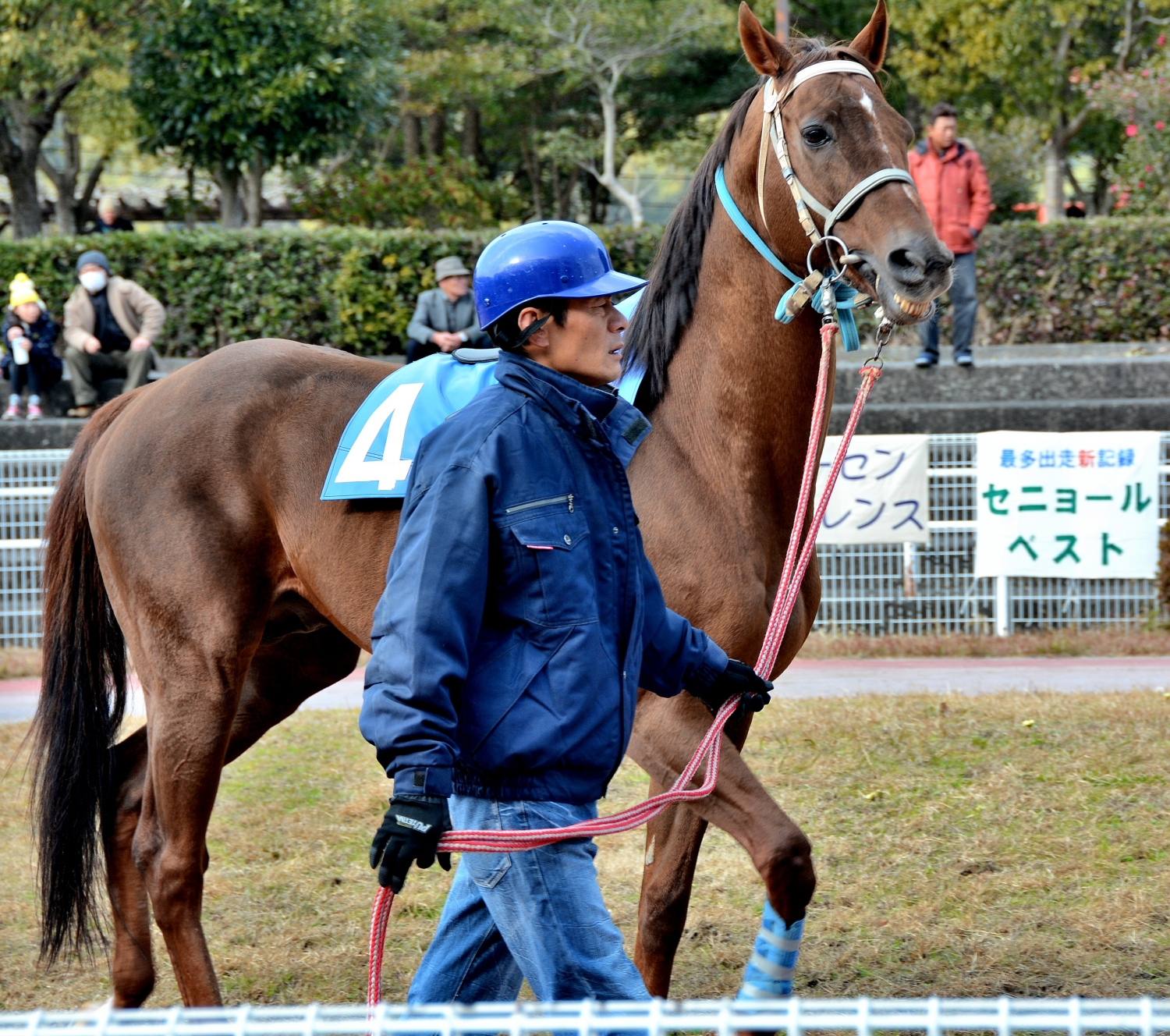
平地最多出走回数記録を更新したセニョールベスト

競走馬の登録は地方競馬全国協会が行い、競走馬の格付け（クラス分け）は各主催者（地区）の区分によって行われる。格付けは各馬がレースで獲得した本賞金に各主催者（地区）が定める補正を行った番組賞金によって定められ、各主催者（地区）とも3段階（A・B・C）の大区分を基本としているが、各主催者（地区）ごとに年齢・収得賞金・着順のポイント換算など基準は異なる。主催者（地区）によっては前述の大区分に数字を組み合わせ、「A1・A2・B1…」のように細分化されることもある。兵庫県競馬組合は競走馬の格付けに独自のポイント制を採用している。南関東地区でも2024年1月1日から番組賞金に代わってポイント積算方式を全面導入することが発表され、2歳馬については2023年4月1日から先行導入が開始されている。
なお、中央競馬における初出走馬にはゲート試験が課せられているが、地方競馬ではそれに加えて基準タイム以上で模擬競走を走破する能力試験が行われるほか、転入馬や長期休養明けの競走馬には同様の調教試験が実施される。

### 調教師・騎手・馬主

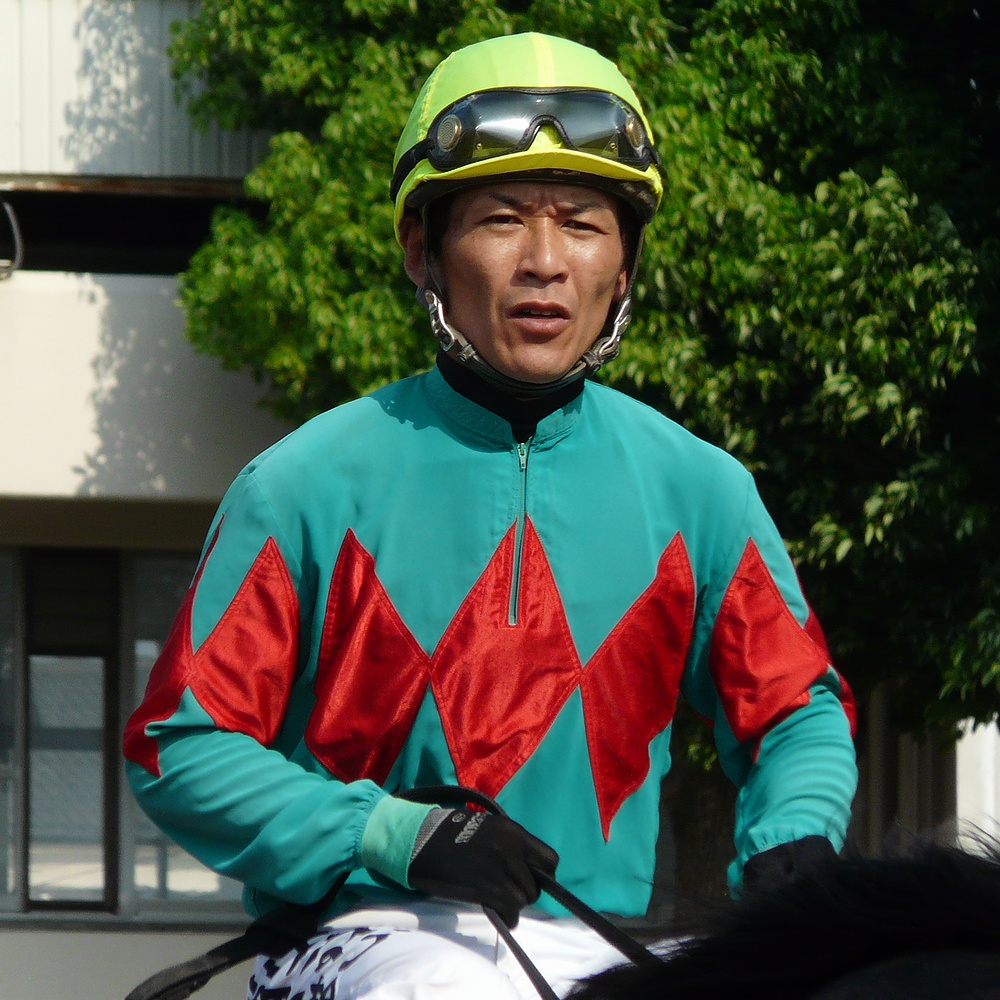
父田中道夫と同じ勝負服を受け継いだ田中学騎手

調教師や騎手など競馬関係者の免許は地方競馬全国協会より付与され、免許試験も地方競馬全国協会が行う。騎手や調教師の養成や研修を行う施設として、栃木県に地方競馬教養センターがある（ばんえいの養成は行っていない）。
厩務員はJRA競馬学校の卒業が義務づけられている中央競馬と異なり、地方競馬の場合は特別な試験を必要とせず、厩務員を希望する者は各地方競馬の厩舎（調教師）と直接雇用契約を結ぶ。近年は日本人のなり手不足が深刻になり、2018年にホッカイドウ競馬が初めて外国人厩務員の採用を解禁して以来、ほかの地方競馬でも主にインド人を中心に外国人厩務員の採用が増えている。
開催執務を担う人材は、各主催者の職員が地方競馬教養センターで研修を受けるなどして業務に就いているほか、主催者の要請に応じて一部は地方競馬全国協会からも派遣されている。
騎手は原則として必ずいずれかの競馬場の厩舎に所属することとされているが、南関東公営競馬（浦和・大井・船橋・川崎）と兵庫県競馬組合（園田・姫路）では、所定の要件を満たした騎手に限って特定の厩舎に所属しない「騎手会所属騎手（中央競馬のフリー騎手に相当）」の制度を導入している。また、ミスターピンクの異名で知られる内田利雄騎手は、宇都宮競馬場の廃止後、厩舎どころか競馬場にすら所属しない完全フリーの騎手として活躍していた時期がある。
騎手がレースの際に着用する勝負服は、原則として騎手ごとに固有の服色（騎手服）であるが、ホッカイドウ競馬と南関東公営競馬では例外的に馬主固有の服色（馬主服）を着用しての騎乗を認めている場合もある。なお、中央競馬は馬主服が原則のため、地方競馬の騎手が中央競馬で騎乗する場合も馬主服を着用する。また、地方競馬の競走馬が中央競馬で行われる交流競走（後述）に出走する際、馬主が日本中央競馬会に登録されていない場合は「交流服」と呼ばれる専用の服が日本中央競馬会より貸与される。
騎手は原則として所属する競馬場（地区）内のみでの騎乗となるが、2000年代以降は他地区の地方競馬で期間限定騎乗を行ったり、重賞競走でスポット騎乗を行うなど、活躍の場が広がりつつある。吉原寛人（金沢）は各地の地方競馬で重賞を勝つなど活躍し、2024年には史上初となるばんえいを除く地方競馬全14場での重賞制覇を達成した。このほか、2007年に韓国競馬へ長期遠征を行った倉兼育康を先駆者として、海外競馬への遠征を行う騎手も現れるようになった。また、多くの女性騎手が各地の地方競馬で活躍していることも特徴となっている。
馬主の審査・登録も地方競馬全国協会が日本中央競馬会とは別に行っており、必要とされる所得額は個人馬主の場合で500万円以上となっている。

### 競走・競馬番組

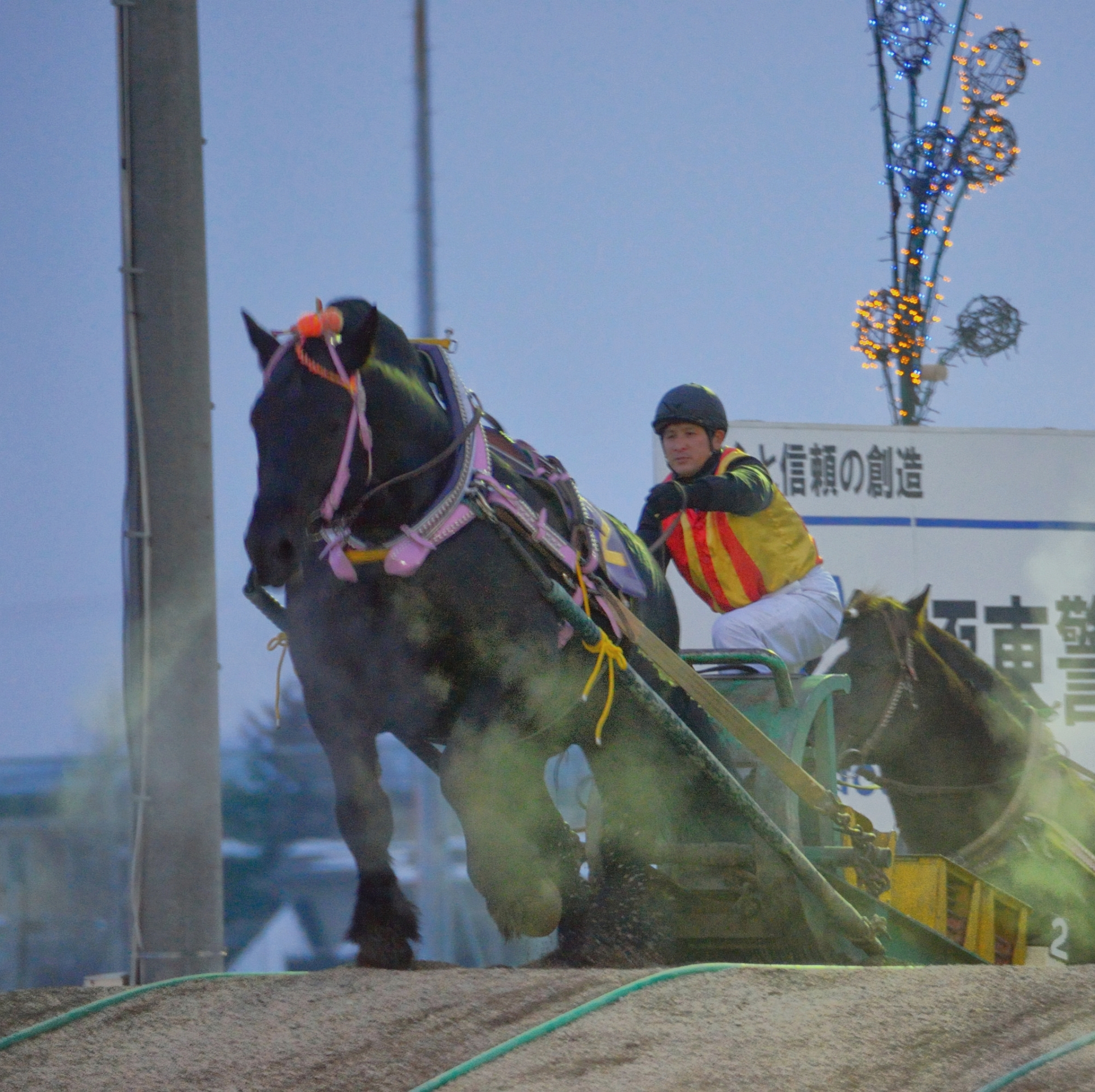
ばんえい競走で第2障害を越えるばん馬（第35回帯広記念・カネサブラック）

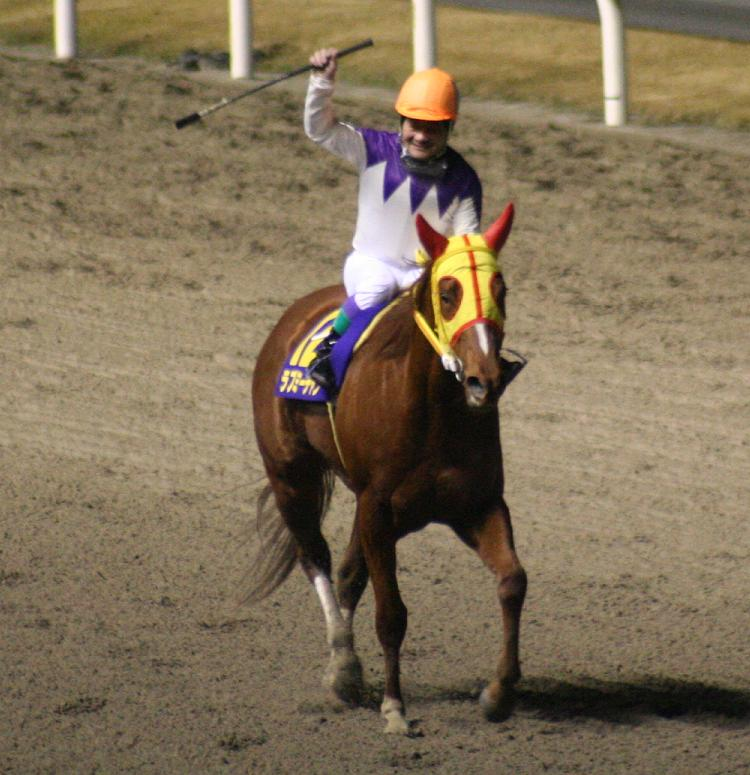
地方競馬スーパースプリントシリーズの最終戦である習志野きらっとスプリントを三連覇したラブミーチャン

地方競馬の平地競走は1周850メートル以上の走路でサラブレッド系の馬によって行われ、スタートからゴールまでのスピードを競う。ばんえい競走は日本で生まれた独自の競走形態で、体重1トン前後の重種馬が騎手とおもりを載せた鉄製のそりをひき、途中に2つの障害（台形状の小さな山）を設けた直線200mのセパレートコースでパワーとスピードを競う。
地方競馬の競馬番組は「2歳」「3歳」「一般（3歳以上の古馬）」の年齢区分で番組編成が行われ、各馬の格付け（前述）に基いて出走可能なレースが決められる。
重賞競走は各主催者（地区）が個別に定めた独自のグレード表記を行うところもあるほか、中央競馬と地方競馬の所属に関わらず出走できるダート交流重賞は日本グレード格付け管理委員会の承認を受けた格付表記（国際競走はG表記、日本調教馬限定競走はJpn表記）が用いられ、「ダートグレード競走」として総称される。このほか、中央競馬の下級条件馬が出走する「条件交流競走」や地方競馬のみの全国交流競走、さらには地域限定の交流競走や騎手のみの交流競走も幅広く行われている。大井競馬場では、韓国馬事会（KRA）との国際交流競走を2013年より2016年までの4回実施した。
また、複数の重賞競走をシリーズ化した競走も行われ、一部のシリーズ戦は着順に応じたポイント等で各馬の順位を決め、上位馬にボーナス賞金を与えている。全国規模でのシリーズ競走は以下の通り。
- ダービーシリーズ[44] - 各地の8競馬場で行われる「ダービー（3歳馬のチャンピオン決定戦）」を短期集中施行(2006年から2023年まで)。
- GRANDAME-JAPAN[45] - 世代別（2歳・3歳・古馬）の牝馬重賞シリーズ戦。ポイント上位馬にはボーナス賞金を授与。
- 未来優駿[46] - 秋に行われる各地の2歳馬による主要競走を短期集中施行。
- 地方競馬スーパースプリントシリーズ[47] - 1000m以下の短距離競走で構成されるシリーズ戦。各地区ごとに予選となるトライアル競走を行い、それらの上位馬で行われるファイナル（習志野きらっとスプリント）でチャンピオンを決定する(2011年から2023年まで)。
- 3歳秋のチャンピオンシップ[48] - 各地の3歳馬限定重賞競走を戦った有力馬が盛岡競馬場で実施されるダービーグランプリへ集い、地方競馬の3歳チャンピオンを争う。ボーナス賞金のほか、JBC出走奨励金の制度もある[49]（2017年から2023年まで）。

騎手交流競走には、以下のようなシリーズ戦がある。
- 地方競馬ジョッキーズチャンピオンシップ[50] - 中央競馬で行われる「ワールドオールスタージョッキーズ（2014年まではワールドスーパージョッキーズシリーズ[51]）」に出場する地方競馬代表騎手の選抜を目的とした競走シリーズ戦。
- ゴールデンジョッキーカップ[52] - 通算2000勝以上を記録した地方競馬・中央競馬の騎手のみで争われる競走シリーズ。
- 佐々木竹見カップ ジョッキーズグランプリ[53] - 地方競馬の騎手として通算7151勝（ほか中央競馬で2勝）などの記録をもち、「鉄人」「地方競馬の至宝」の異名もつけられた佐々木竹見の功績を称え、地方競馬・中央競馬の代表騎手を招待して行われる競走シリーズ。
- 全日本新人王争覇戦[54] - 地方競馬・中央競馬からデビュー3年以内の若手騎手が集い、新人王の称号をかけて争う競走シリーズ。
- レディースジョッキーズシリーズ - 地方競馬の女性騎手のみで争われる競走シリーズ(2006年 - 2011年、2021年 - )。
- レディスヴィクトリーラウンド[55] - 2016年から2020年まで開催された地方競馬の女性騎手のみで争われる競走シリーズ。

ホッカイドウ競馬では馬産地に近い特性を生かし、1着馬の馬主または生産牧場へ副賞として特定種牡馬の種付権を与える「スタリオンシリーズ競走」を行っている。その後、岩手や東海地区・兵庫でも「HITスタリオンシリーズ」の名称で行われるようになった。また一部の競馬場では、数万円程度の協賛金と副賞を提供することで、競走の冠命名権などのサービスを含んだ個人協賛競走を行うことができる。

### 表彰制度
全国規模の表彰として地方競馬全国協会がNARグランプリを1990年度より行っているほか、日本プロスポーツ協会の加盟団体として日本プロスポーツ大賞での受賞資格を有する。また、南関東地区が優秀騎手・功労調教師らの表彰を行い、兵庫県競馬組合が別途年度代表馬や各部門賞を選定しているなど、各主催者・地区単位でも独自の表彰制度を設けている。岩手県競馬組合では、馬事文化賞の表彰も行われている。

## 競馬場

### 地方競馬を開催可能な競馬場
地方競馬を開催できる競馬場は、以下の17ヶ所。ただし2024年時点で、中京競馬場、札幌競馬場は中央競馬の開催のみが行われているため実質15場である。中京は2003年以降、札幌は2010年以降は地方競馬の開催がなく、休止状態である。
| 地区   | 都道府県 | 所在地               | 競馬場名     | 主催者・通称                                                                                | 所属     |
| ------ | -------- | -------------------- | ------------ | ------------------------------------------------------------------------------------------- | -------- |
| 北海道 | 北海道   | 帯広市               | 帯広競馬場   | 帯広市（業務委託：株式会社コンピューター・ビジネスほか） 通称：ばんえい競馬（ばんえい十勝） | ばんえい |
| 北海道 | 北海道   | 沙流郡日高町         | 門別競馬場   | 北海道（業務委託：北海道軽種馬振興公社） 通称：ホッカイドウ競馬                             | 北海道   |
| 北海道 | 北海道   | 札幌市中央区         | 札幌競馬場   | 北海道（業務委託：北海道軽種馬振興公社） 通称：ホッカイドウ競馬                             | 北海道   |
| 東北   | 岩手県   | 盛岡市               | 盛岡競馬場   | 岩手県競馬組合 （岩手県、盛岡市、奥州市）                                                   | 岩手     |
| 東北   | 岩手県   | 奥州市               | 水沢競馬場   | 岩手県競馬組合 （岩手県、盛岡市、奥州市）                                                   | 岩手     |
| 南関東 | 埼玉県   | さいたま市南区       | 浦和競馬場   | 埼玉県浦和競馬組合 （埼玉県、さいたま市）                                                   | 浦和     |
| 南関東 | 千葉県   | 船橋市・習志野市     | 船橋競馬場   | 千葉県競馬組合 （千葉県、船橋市、習志野市）                                                 | 船橋     |
| 南関東 | 東京都   | 品川区               | 大井競馬場   | 特別区競馬組合 （東京都特別区） 通称：TOKYO CITY KEIBA（TCK）                               | 大井     |
| 南関東 | 神奈川県 | 川崎市川崎区         | 川崎競馬場   | 神奈川県川崎競馬組合 （神奈川県、川崎市）                                                   | 川崎     |
| 北陸   | 石川県   | 金沢市               | 金沢競馬場   | 石川県（石川県競馬事業局）                                                                  | 金沢     |
| 北陸   | 石川県   | 金沢市               | 金沢競馬場   | 金沢市                                                                                      | 金沢     |
| 東海   | 岐阜県   | 羽島郡笠松町・岐南町 | 笠松競馬場   | 岐阜県地方競馬組合 （岐阜県、笠松町、岐南町）                                               | 笠松     |
| 東海   | 愛知県   | 弥富市               | 名古屋競馬場 | 愛知県競馬組合 （愛知県、名古屋市、豊明市）                                                 | 愛知     |
| 東海   | 愛知県   | 豊明市・名古屋市緑区 | 中京競馬場   | 愛知県競馬組合 （愛知県、名古屋市、豊明市）                                                 | 愛知     |
| 近畿   | 兵庫県   | 尼崎市               | 園田競馬場   | 兵庫県競馬組合 （兵庫県、尼崎市、姫路市）                                                   | 兵庫     |
| 近畿   | 兵庫県   | 姫路市               | 姫路競馬場   | 兵庫県競馬組合 （兵庫県、尼崎市、姫路市）                                                   | 兵庫     |
| 四国   | 高知県   | 高知市               | 高知競馬場   | 高知県競馬組合 （高知県、高知市）                                                           | 高知     |
| 九州   | 佐賀県   | 鳥栖市               | 佐賀競馬場   | 佐賀県競馬組合 （佐賀県、鳥栖市）                                                           | 佐賀     |

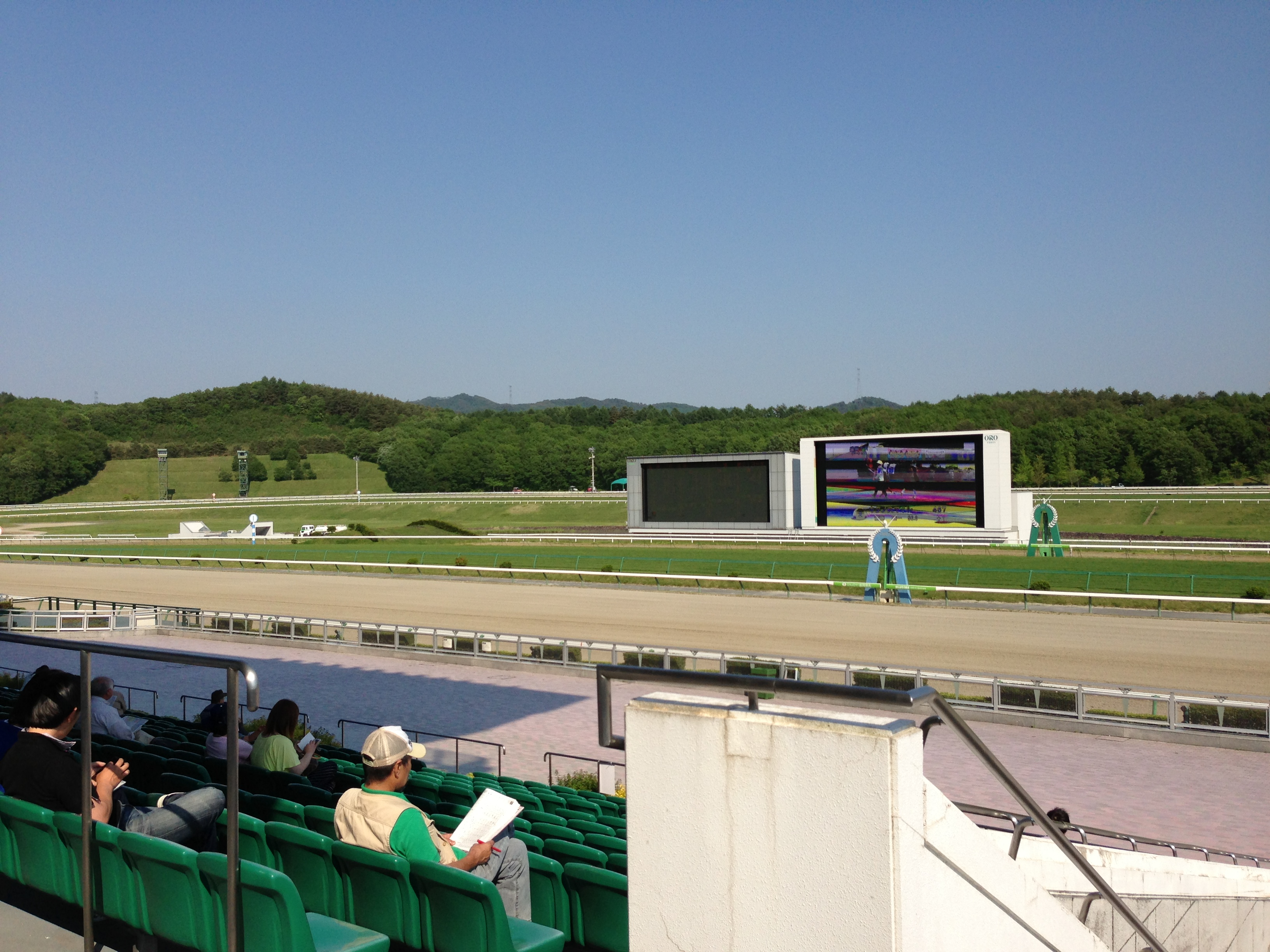
地方競馬で唯一、ダートコースと芝コースを備える盛岡競馬場
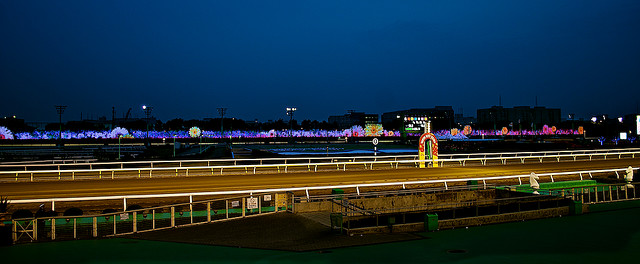
ナイター開催が行われる大井競馬場

### 開催回数
地方競馬は競馬法および競馬法施行規則により年間開催回数と1開催あたりの開催日数、1日あたりの競走回数が定められている。1回の開催における開催日数は6日を超えず、1日の競走回数は12を超えない。1回の開催における日取りは、連続する12日間の範囲内の日取りとする。年間開催回数については下表で定められた回数を超えない。ただし、施設改善もしくは公益性の高い事業に対する財源確保を目的に開催回数上限を超えて「特別競馬」を3開催（最大18日）を上限に開催することが認められている。
| 都道府県                                        | 年間開催回数 |
| ----------------------------------------------- | ------------ |
| 北海道 （ホッカイドウ競馬・ばんえい競馬の合計） | 43回         |
| 兵庫                                            | 29回         |
| 愛知                                            | 28回         |
| 岩手、東京、石川、岐阜、佐賀                    | 21回         |
| 高知                                            | 19回         |
| 神奈川                                          | 15回         |
| 埼玉、千葉                                      | 13回         |
| その他の府県                                    | 4回          |

### 各競馬場の開催実績
2023年度実績（2023年4月 - 2024年3月）
| 競馬場 | 競馬場 | 回数 | 日数  | 増減    | 入場人員  | 入場人員 | 入場人員 | 入場人員        | 総売得金          | 総売得金      | 総売得金      | 総売得金 | 備考 |
| 競馬場 | 競馬場 | 回数 | 日数  | 増減    | 入場人員  | 前年比   | 1日平均  | 前年比          | 総売得金          | 前年比        | 1日平均       | 前年比   | 備考 |
| ------ | ------ | ---- | ----- | ------- | --------- | -------- | -------- | --------------- | ----------------- | ------------- | ------------- | -------- | ---- |
| 帯広   | 帯広   | 25   | 149   | 1       | 336,289   | 120.2%   | 2,257    | 119.4%          | 55,919,951,900    | 100.9%        | 375,301,700   | 100.2%   |      |
| 門別   | 門別   | 15   | 82    | -3      | 56,005    | 117.3%   | 683      | 121.6%          | 51,081,276,330    | 96.9%         | 622,942,390   | 100.4%   |      |
|        | 盛岡   | 11   | 66    | 0       | 101,990   | 95.0%    | 1,545    | 95.0%           | 34,225,286,200    | 82.4%         | 518,564,940   | 82.4%    |      |
| 水沢   | 11     | 63   | 0     | 82,720  | 92.3%     | 1,313    | 92.3%    | 26,430,338,400  | 101.3%            | 419,529,200   | 101.3%        |          |      |
| 岩手県 | 岩手県 | 22   | 129   | 0       | 184,710   | 93.8%    | 1,432    | 93.8%           | 60,655,624,600    | 89.7%         | 470,198,600   | 89.7%    |      |
|        | 浦和   | 13   | 59    | 1       | 139,370   | 118.7%   | 2,362    | 116.7%          | 70,762,855,820    | 106.6%        | 1,199,370,440 | 104.8%   |      |
| 船橋   | 12     | 60   | 0     | 133,563 | 124.9%    | 2,226    | 124.9%   | 96,208,141,670  | 101.6%            | 1,603,469,030 | 101.6%        |          |      |
| 大井   | 19     | 99   | 2     | 449,021 | 153.1%    | 4,536    | 150.1%   | 207,078,964,150 | 105.9%            | 2,091,706,710 | 103.8%        | JBC開催  |      |
| 川崎   | 13     | 64   | 0     | 215,626 | 149.6%    | 3,369    | 149.6%   | 103,627,405,650 | 97.5%             | 1,619,178,210 | 97.5%         |          |      |
| 南関東 | 南関東 | 57   | 282   | 3       | 937,580   | 141.7%   | 3,325    | 140.2%          | 477,677,367,290   | 103.2%        | 1,693,891,370 | 102.1%   |      |
| 金沢   | 金沢   | 22   | 88    | 0       | 159,187   | 94.8%    | 1,809    | 94.8%           | 31,228,780,800    | 113.8%        | 354,872,500   | 113.8%   |      |
| 笠松   | 笠松   | 21   | 96    | -3      | 76,640    | 92.4%    | 798      | 95.3%           | 44,981,520,500    | 105.5%        | 468,557,500   | 108.7%   |      |
| 名古屋 | 名古屋 | 27   | 113   | 0       | 101,663   | 82.7%    | 900      | 82.7%           | 81,074,819,700    | 106.4%        | 717,476,300   | 106.4%   |      |
|        | 園田   | 24   | 133   | 2       | 252,223   | 100.5%   | 1,896    | 99.0%           | 99,989,125,700    | 98.7%         | 751,797,900   | 97.2%    |      |
| 姫路   | 5      | 26   | -4    | 27,444  | 85.5%     | 1,056    | 98.6%    | 20,204,866,400  | 95.4%             | 777,110,200   | 110.1%        |          |      |
| 兵庫県 | 兵庫県 | 29   | 159   | -2      | 279,667   | 98.8%    | 1,759    | 100.0%          | 120,193,992,100   | 98.2%         | 755,937,100   | 99.4%    |      |
| 高知   | 高知   | 19   | 109   | 0       | 89,931    | 117.1%   | 825      | 117.1%          | 95,818,960,000    | 101.3%        | 879,073,000   | 101.3%   |      |
| 佐賀   | 佐賀   | 23   | 115   | -1      | 306,202   | 106.6%   | 2,663    | 107.5%          | 70,232,964,900    | 102.9%        | 610,721,400   | 103.8%   |      |
| 計     | 計     | 260  | 1,322 | -5      | 2,527,874 | 114.5%   | 1,912    | 115.0%          | 1,088,865,258,120 | 101.7%        | 823,650,000   | 102.1%   |      |

地方競馬全体の売上は1991年の9862億3944万9300円をピークに、2011年度に3314億3768万2700円まで減少した。その後はインターネット投票の普及により売上は増加に転じ、2022年度は史上最高となる1兆703億5968万3860円となった。なお、インターネット投票を含む電話投票が全体の89.9%を占めている。

## 勝馬投票券

### 発売

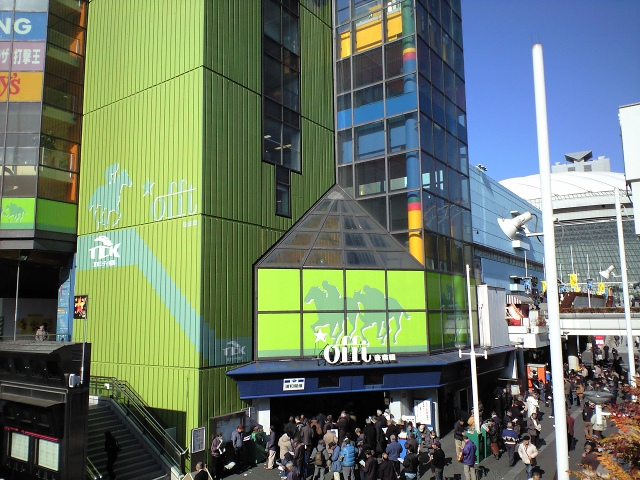
特別区競馬組合の場外施設・offt後楽園（東京都文京区）

2015年4月現在、後述の10方式が設定されている。南関東や東海・北陸といった地区単位での相互発売や広域場間場外発売の設定によって、自場以外で施行されている勝馬投票券の購入も可能である。各主催者がそれぞれ場外発売所を設けているほか、地方競馬全国協会と全国公営競馬主催者協議会が出資する日本レーシングサービスがBAOOの名称で各地に場外発売所を展開している。電話・インターネット投票については、東京都競馬によって運営されるSPAT4、旧来の各主催者ごとの電話投票網を統合したD-netを引き継いだオッズパーク、インターネット投票専業で新規参入した楽天競馬が存在するほか、中央競馬の電話投票システム「IPAT」でも地方競馬の競走を一部購入可能となっている（地方競馬IPAT）。

### 発売種類
- 単勝式
- 複勝式
- 枠番号二連勝複式（枠複）
- 枠番号二連勝単式（枠単） - 南関東・金沢のみ設定
- 普通馬番号二連勝複式（馬複、普通馬複）
- 馬番号二連勝単式（馬単）
- 拡大馬番号二連勝複式（ワイド）
- 馬番号三連勝複式（3連複）
- 馬番号三連勝単式（3連単）
- 重勝式 - インターネット投票のみ
  - 5重勝単勝式 - ばんえい競馬・岩手・笠松・兵庫・佐賀で設定
  - 7重勝単勝式 - ばんえい競馬・佐賀で設定
  - 3重勝馬番号二連勝単式 - 北海道・南関東で設定

## 歴史

### 公営化以前

#### 祭典競馬と地方競馬

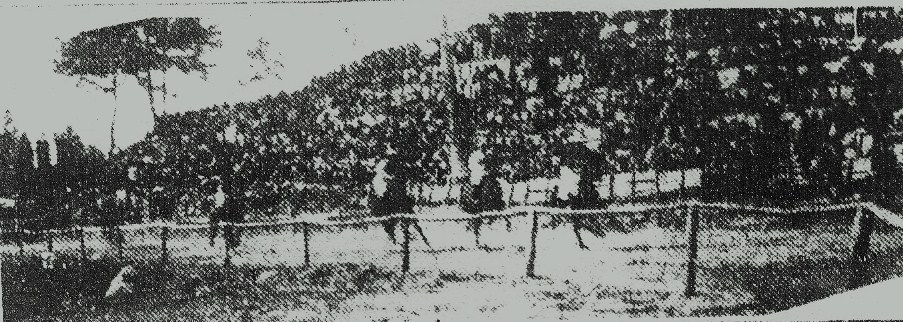
昭和9年4月30日、気仙沼での花競馬の様子

日本においては中世以来、祭りの中で神社などに即席の直線馬場を設けて2頭の馬を競わせる形式の競馬が全国各地で広く行われていた。こうした祭典競馬・花競馬と呼ばれる日本古来の競馬に対して、1860年代より横浜や神戸の外国人居留地においてイギリスを起源とする西洋式の競馬が行われるようになる。これは1870年の陸軍による招魂社競馬を皮切りに日本人によっても執り行われ、不平等条約改正を目指す日本政府によって、日本が西洋諸国と同等の文明国となった象徴として喧伝された。そして祭典競馬がその様式を模するなどして、全国各地で次第に洋式競馬が行われるようになっていく。
そして1910年に競馬規程が改正された際に、祭典などの娯楽のために競馬を行うことが法的に認められるとともに、地方長官による許可と賞品・開催費の補助のもとで畜産組合らが競馬を施行することができるとされた。続く1923年の競馬法においては政府が公認した競馬倶楽部による公認競馬のみが競馬を施行し馬券発売を行うことができるとされたが、各地の畜産組合による競馬の中にも公認競馬に倣って入場券による景品競馬のみならず、馬券の発売を実施するものが多く現れるようになる。しかしながら、これは同時に山師的な主催者による競馬場の過剰なまでの増加や、入場券の制限が公然と破られるなどの問題を引き起こした。そしてこうした競馬を政府の統制下に置くために、ついに地方競馬規則（1927年8月27日 農林・内務省令）が施行されるに至るのである。この中では地方長官の許可のもとで各地の畜産組合、畜産組合連合会、馬匹改良を目的とする団体が競馬を施行することができるとされ、またその統一的な規定が定められた。法令用語としての地方競馬の呼称はここに始まる。
1927年秋に52主催者59競馬場で始まった地方競馬は、公認競馬を含めた競馬熱の高まりの中で順調に開催成績を伸ばしていく。公式には禁じられていたが、実際には公認競馬との間で人馬の流動性も高かった。また地方競馬規則の制定に先立つ1926年には大日本産馬会、日本乗馬協会、帝国運送協会の3団体とその関連組織が合同し、馬事関連の全国的な組織である帝国馬匹協会が創設されていた。これが地方競馬主催者の全国的な連絡組織として機能し、馬名の登録や騎手の講習も実施している。

#### 軍部の統制

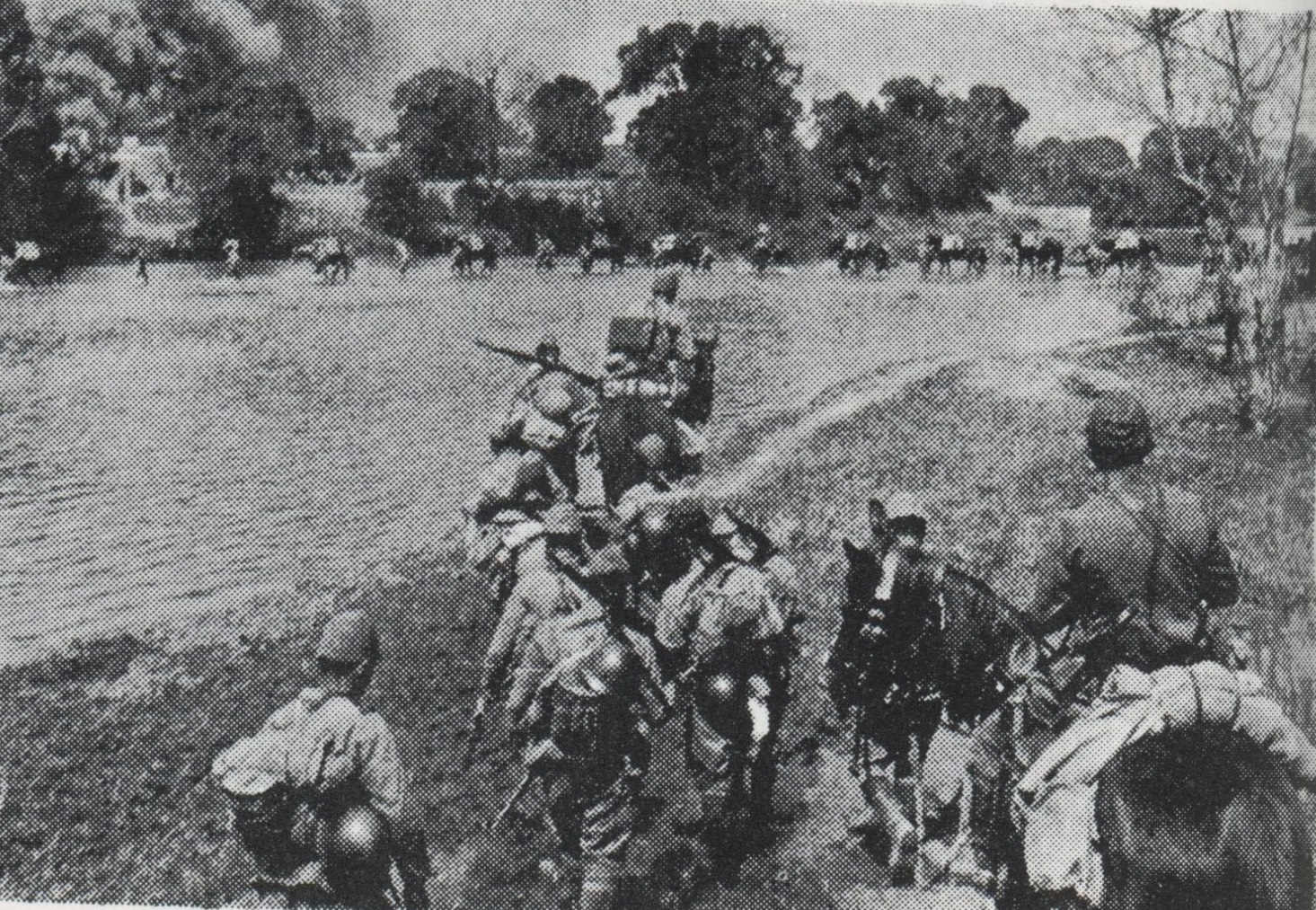
錦江作戦のため泗水を渡河する砲兵部隊と軍馬

このようにして、地方競馬はその法的な地位を得た。一方で、これは軍馬用途を目的とした馬匹の改良と馬事思想の普及という国策と関連したものであり、農林省や陸軍省からそれ自体は軍馬には向かないサラブレッドによる競馬は公認競馬に譲り、地方競馬ではより軍馬に適したアングロアラブ・アングロノルマンによる競馬を、さらには平地競走ではなく障害競走や速歩競走を行うべきという意見が当初から出されている。1933年には地方競馬規則が大幅に改正され、一定以上の売上規模がある主催者はその売上の一部を馬匹改良・馬事に関わる施設のために支出すること、出走を内国産馬に限ること、速歩競走を重視することが定められた。また1936年に公認競馬側が日本競馬会に統合されると、相互の交流は一層厳しく統制された。
そして日中戦争の勃発とそれによる軍馬需要の急激な増大を背景に、1939年7月3日より新たに軍馬資源保護法が施行される。これによってそれまで地方競馬とされてきた競馬は馬券発売を認められた軍用保護馬鍛錬競走へと移行し、「国防上特ニ必要トスル馬ノ資質ノ向上ヲ図リ軍馬資源ノ充実ヲ期スルコト」がその目的となった。これによって当時100を越えていた地方競馬場の多くが閉鎖され、都道府県ごとに存在した畜産組合連合会35団体のもとで37個へと集約される。売上金の一部を国庫へ納入する機能を有していた軍用保護馬鍛錬中央会がこれを統括し、のちに太平洋戦争が勃発するとこれは国家総動員法体制下で帝国馬匹協会、大日本騎道会とともに日本馬事会へと統合された。この鍛錬競走は、いよいよ戦局が悪化する1944年末まで続く。

#### 闇競馬から馬連競馬へ
第二次世界大戦終結後、軍馬資源保護法ならびに国家総動員法が廃止されたことで、地方競馬はその法的根拠をふたたび喪失した。しかしながら、早くも1945年秋には静岡県で法的根拠を持たない闇競馬が行われるや、地方競馬の開催を望む機運は全国へと波及していく。また1946年春になると、農林省ら中央政府の黙認下で地方長官の認可と条例をもとに競馬を施行し、その売上の5%前後を戦災復興や海外引揚者への支援金のため地方自治体へ寄付する事例も多く見られるようになった。また北海道においては、進駐していたアメリカ軍第11空挺師団がアメリカ独立記念日を祝うために競馬の施行を北海道馬匹組合連合会に要請。1946年7月6日から進駐軍競馬として競馬が再開されることとなり、札幌、函館、室蘭の3都市で施行されている。
そして1946年11月20日、ようやくこの無法状態に終止符を打つべく地方競馬法が施行される。これは戦前の地方競馬規則と同様に馬匹組合・馬匹組合連合会が競馬を施行することを認めるものであり、その中央団体として中央馬事会が置かれた。鍛錬競走時代に引き続き馬券の発売も認められたほか、配当の上限も従来の10倍から100倍へと引き上げられている。また戦前に引き続きサラブレッド・アングロアラブら軽種馬を中心としていた日本競馬会に対し、各地の農業生産と密着した実用馬を用いることが打ち出され、民主化の世相を反映しその収益の使途も各馬匹組合連合会および中央馬事会の裁量に任されていた。しかしながらこれらの馬連競馬は闇競馬時代からの連続性が強く、また敗戦直後の社会情勢もあって競馬場での騒擾事件が頻発する。

#### GHQと競馬法成立

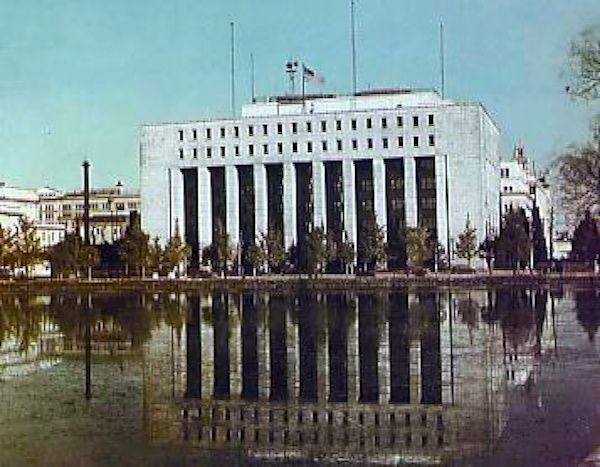
GHQが使用していた第一生命館

1947年7月、連合国軍最高司令官総司令部より日本競馬会及び上記の中央馬事会、馬匹組合連合会が、「競馬事業を独占している独占機関である」との通告がもたらされる。GHQが志向していたであろう完全な民営化、そしてそれがもたらすと考えられた反社会的勢力の競馬へのさらなる蔓延を防ぐため、同年12月23日の閣議決定において、従来の公認競馬は国営化、馬連競馬は公営化し都道府県にこれを委ねることが決定された。各地の馬連は1948年春の開催を強行するなどの抵抗を続けたが解散・資産の委譲を迫られ、中央馬事会も1948年7月に解散を余儀なくされる。
そして1948年7月、競馬法が成立。これによって馬連競馬の資産及び開催権は都道府県、競馬場が所在する市町村、そして地方財政委員会が別途指定した戦災復興の中で自主財源不足に苦しむ市町村へと移り、地方競馬は現在まで続く公営競技へと大きな転換を果たすこととなる。

### 公営化後

#### 戦後派として

ハイセイコー像（北海道新冠町）

競馬法が施行された1948年、公営競技へ移行し競馬を施行した地方競馬場は全国で61箇所存在した。だが当然ながら、公営化によって当時の地方競馬が抱えていた問題が一挙に解決するはずもない。馬資源の不足は深刻であった。中間種が競走に盛んに用いられ、馬籍登録を偽った競走馬が蔓延したほか、北海道では輓馬を平地競走で走らせるような奇策すら取られた。また競馬法が成立したのとほぼ時を同じくして、自転車競技法が国会を通過。11月には小倉競輪場で日本初となる競輪が開催されると、この戦後生まれの公営競技は大衆から爆発的な人気を獲得する。その後も1950年には小型自動車競走法によってオートレースが、1951年にはモーターボート競走法に基づき競艇が開始され、それぞれ順調に売上を伸ばしていった。一方で戦前以来の旧態依然とした施設に頼る各地の地方競馬場は開催成績が低迷し、急速にその数を減らしていく。
こうした中にあって、いち早く隆盛を見せたのは関東地方の競馬場だった。1947年の浦和競馬場を皮切りに、のちに南関東公営競馬を構成する4競馬場は交通の利便性が高い土地へと移転を進める。これによる順調な売上の増加を背景にスターティングゲートの導入や大井による豪サラ輸入のような先進的な施策を進め、国営・中央競馬へ移籍し大競走を制しうるような名馬が数多く現れるに至った。なによりもアングロアラブ競馬においては、質・量ともに国営・中央競馬を凌ぐ堂々たる繁栄をみせている。また、北海道ではその地理的条件から、道内の各競馬場を人馬ともに関係者が渡り歩くジプシー競馬とも呼ばれる興行形態が長く残った。ばんえい競馬が公営競技として根付きはじめたほか、戦前以来の十勝におけるアングロノルマン生産を背景に、速歩競走が1960年代初頭まで重要な地位を占めた。関西方面へ目を移すと、大井と同じく豪サラを導入した兵庫競馬は、その扱いに慣れないところにコースの手狭さもあって故障馬が続出。頭数の少なさから競走が成り立たず、みすみす国営競馬への流出を許してしまった経験から、以後はアングロアラブ専業の競馬場としてアラブのメッカへの道を歩む。大阪競馬場・春木競馬場では障害競走が人気を博し、紀三井寺は北海道を始めとする冬期休催競馬場の出稼ぎ先として独自の存在価値を見出した。そのほかの地区においても徐々に施設の近代化が図られ、1970年には大井競馬場でのちに中央競馬へ移籍すると社会現象を巻き起こすハイセイコーがデビューを迎える。このアイドルホースの登場による第一次競馬ブームによって、全国的に開催成績も上向いていった。
ただし、長沼弘毅を委員長として1961年2月に組織された公営競技調査会の答申は大筋として公営競技の現状維持を定めるものであったが、その中では馬・馬主の登録や地方競馬の騎手免許、専門職員の養成・派遣を全国一元的に統括するとともに、その利益を広く畜産振興のために還元する組織を設立することが求められていた。これを受けて1962年に特殊法人である地方競馬全国協会が設立され、競走馬の登録や騎手・調教師免許の管理は各主催者からこちらへと一元化されている。1963年には新人騎手などの育成を行うために、栃木県那須塩原市に地方競馬騎手教養所が完成した。

#### 黒い霧の時代から改革へ

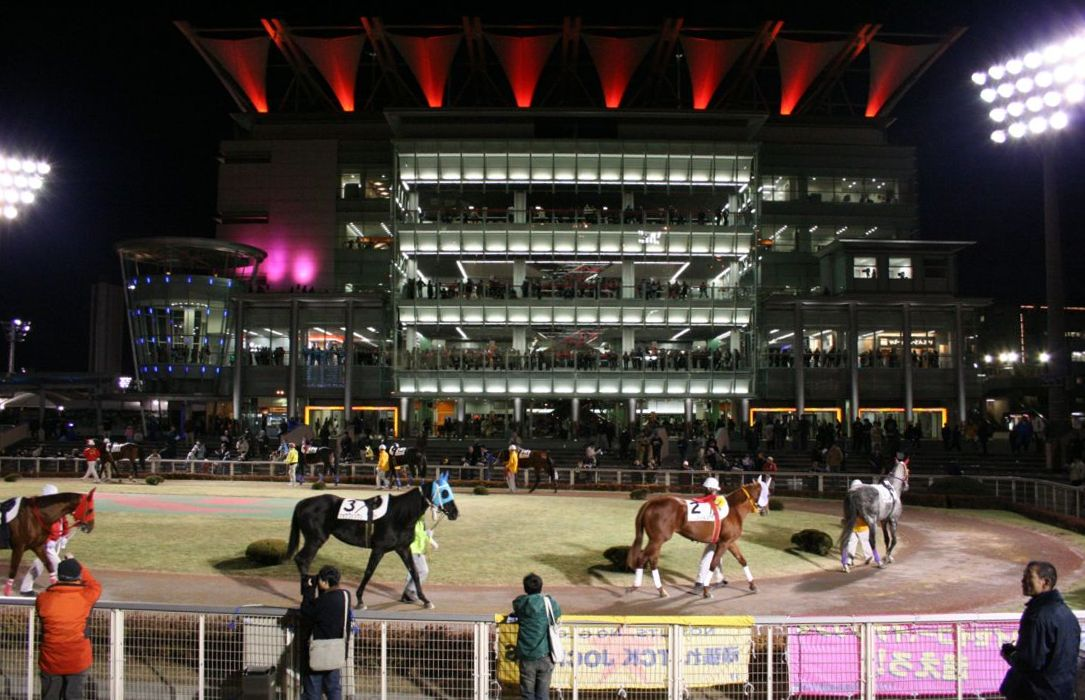
トゥインクル開催の大井競馬場パドック

一方で、戦後直後の社会情勢下で公営の競馬を開催するにあたっては、必然的に地元のボスたちとの接触が不可欠である。兵庫のように馬主らによって組織された振興会が競馬の開催業務に深く関わるなど、公営化されたといっても組織としての透明性が長らく不十分な地域も存在した。騎手や調教師、厩務員への反社会的勢力の浸透も避けられず、1960年代から1980年代にかけて競馬法違反容疑で逮捕・追放された事例は全国的に数多い。競馬場内におけるノミ屋・コーチ屋の跋扈も問題であった。また黒い霧事件を契機に一般社会においても注目を集めた公営競技を取り巻く黒い影の存在は、少しでも怪しい競走が行われた場合に、ファンが八百長を声高に叫び容易に暴徒化する環境を生み出していく。とりわけ、その被害規模の大きさに加えて著名馬が関係していたこともあって、園田事件は現在に至るまでも語り継がれ、兵庫県競馬組合の運営に影を落としている。革新自治体における公営競技に対する風当たりも激しく、1964年に大阪競馬場、1974年に春木競馬場が廃止されているほか、大井競馬場においても1972年度をもって東京都が開催権を返上し、特別区競馬組合単独での主催となっている。道営競馬にて、1人当たりの馬券購入額を5000円に制限するような奇策が採用されたことすらあった。
そしてオイルショック後の社会情勢も影響し、1970年後半に入ると地方競馬の開催成績はふたたび全国的に伸び悩む。公営競技としての財政貢献もままならないとなれば、各地で競馬場の存廃までも含めた議論が進められることになった。そして1980年代中ごろから、それぞれの主催者が智恵を絞り、様々な振興策を打ち出していく。ただでさえ減少した入場者を不快にすること甚だしかったノミ屋・コーチ屋は、1985年からの全国的な清浄化作戦によって競馬場内から可能な限り閉め出された。顧客の利便性を高めるために、電話投票の導入や昼休みのサラリーマンを狙った外向き発売口の設置、県内・地区単位での相互場外販売の試みが始まったのもこの時期である。中でも岩手県競馬組合は最新鋭の映像伝送システムを駆使したテレトラックと呼ばれる場外網を構築し、急激に売上を伸ばしていった。1986年には、大井競馬場において日本初となるナイター競馬トゥインクルレースが行われている。それでも、大胆な振興策を実施するだけの体力を有していなかった主催者の開催成績は低迷し、なかでも1988年には紀三井寺競馬場が廃止へと追い込まれている。
また、古くから各地の競馬場間を移籍する馬は数多く存在したが、他地区との間で直接の交流はほとんどないに等しかった。それが、1972年に南関東におけるアングロアラブ古馬最高の競走であったアラブ大賞典が全日本アラブ大賞典として、翌1973年には園田競馬場で3歳馬の楠賞が楠賞全日本アラブ優駿として、それぞれ地方競馬全国交流競走化を果たす。これによって、各地区の代表馬がそれぞれのプライドを賭けて、鎬を削り合う舞台が産まれることになった。中央競馬との間でも1973年より中央側で地方競馬招待競走が、大井競馬場で中央競馬招待競走が隔年で交互に施行されていたが、1986年からは帝王賞が距離を2000mに短縮された上で、中央競馬招待・地方競馬全国交流競走となった。中央競馬側でもオールカマーが開放されたほか、ジャパンカップにも地方競馬所属馬の招待枠が設けられていた時期があり、1985年には船橋所属のロツキータイガーが2着と健闘している。

#### オグリキャップの登場と交流元年

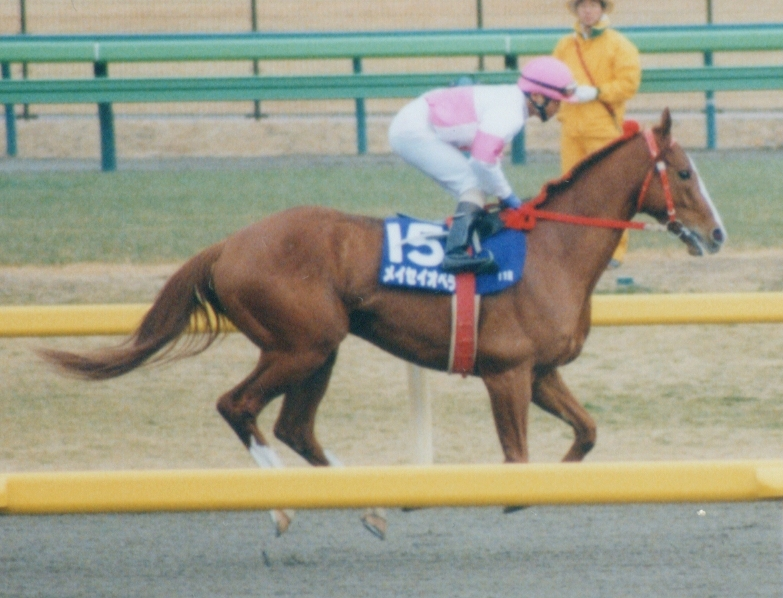
2000年のフェブラリーステークスに出走した際のメイセイオペラ。鞍上は菅原勲騎手

1987年、笠松競馬場でのちに第二次競馬ブームを牽引するオグリキャップがデビューを迎える。これ以前から続いていたバブル景気による経済状態の好転もあって、地方競馬の開催成績もようやく上向きをみせた。1989年には生産者らの団体が主体となって、ホッカイドウ競馬にてブリーダーズゴールドカップが設立されている。また騎手招待競走のような企画・交流競走も華々しく行われ、1988年には兵庫県競馬組合が通算2000勝以上の名手たちが高額賞金を賭けて戦うゴールデンジョッキーカップを創設。1989年から1993年にかけては、国外からも招待騎手を招いたインターナショナルクイーンジョッキーシリーズが開催されている。各主催者だけでなく、地方競馬全国協会も1990年からは地方競馬全体の表彰としてNARグランプリを開催し、従来の機関誌『地方競馬』が一般競馬ファンも対象とした『Furlong』へと衣替えするなど、時代に合わせた広報活動へと転換していく。
一方で、オグリキャップやオグリローマン、イナリワンのような傑出馬を輩出しながらも、活躍の場を求めて中央競馬への移籍を許してしまったことは、地方競馬関係者からすればその心境は複雑であった。また、中央競馬の側も国際化な日本競馬の地位向上において、地方競馬との協調を進める必要に迫られたことから、1995年より中央競馬と地方競馬の間で交流元年と呼称される、相互交流の大幅拡大が実施されることになった。多くの地方競馬場にて中央競馬所属馬が出走可能な指定交流競走と、日本中央競馬会が賞金の90%を援助し、1着馬に中央競馬で施行される条件戦のうち特別指定競走への出走権利を付与するとともに中央競馬への転入を優遇するJRA3歳認定競走が設けられた。また、各ブロックの代表選定競走を勝利するなどした馬には中央競馬の最高格付け競走たるGI競走に向けた前哨戦への出走権が与えられ、さらにはそこで好走することでGI競走本体へも出走する道が開かれた。果たして、この交流元年初年度から笠松所属のライデンリーダーが、桜花賞のトライアル競走である4歳牝馬特別で勝利。本番の桜花賞こそ4着だったものの、中央競馬の3歳牝馬クラシック3戦全てに出走を果たしている。1996年には日本中央競馬会、地方競馬全国協会、全国公営競馬主催者協議会によってダート競走格付け委員会が組織され、翌1997年より中央競馬・地方競馬を横断した重賞競走の格付けであるダートグレード競走制度が導入された。2001年からは、全国の地方競馬場での持ち回り開催となるJBC競走が創設されている。
そして1999年、中央競馬の東京競馬場で開催されたフェブラリーステークスを岩手所属のメイセイオペラが制し、地方競馬所属馬による中央競馬開催GI初制覇を達成した。同年にはレジェンドハンターがデイリー杯3歳ステークスを逃げ切り、本番の朝日杯3歳ステークスでも2着。2004年にはホッカイドウ競馬で認定厩舎制度を利用したコスモバルクが、中央3歳牡馬クラシック戦線へ有力馬の1頭として参戦し人気を集めた。その後も果敢に芝路線への挑戦を続け、シンガポールのクランジ競馬場で開催された国際GIであるシンガポール航空インターナショナルカップを制する快挙を成し遂げている。

#### 相次ぐ危機

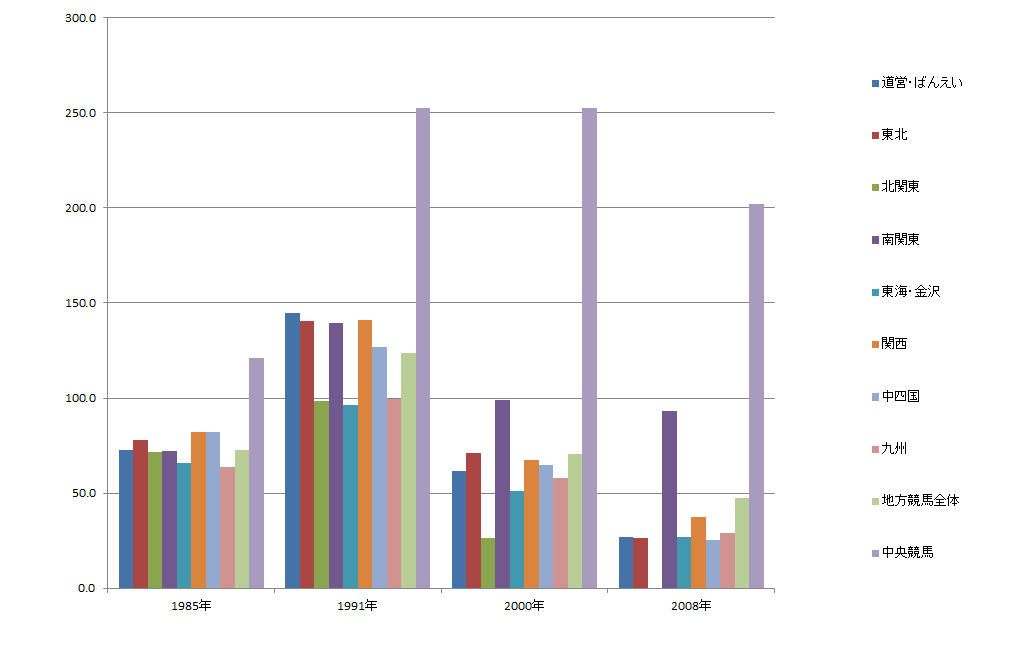
地方競馬の開催成績が最初のピークを迎えた1980年を100とした場合の、地方競馬全体・中央競馬・地方競馬各地区の1985年・1991年・2000年・2008年の開催成績。1980・1985年分の地方競馬開催成績については年度単位。2008年の地方競馬開催成績は、廃止された競馬場も含まれる

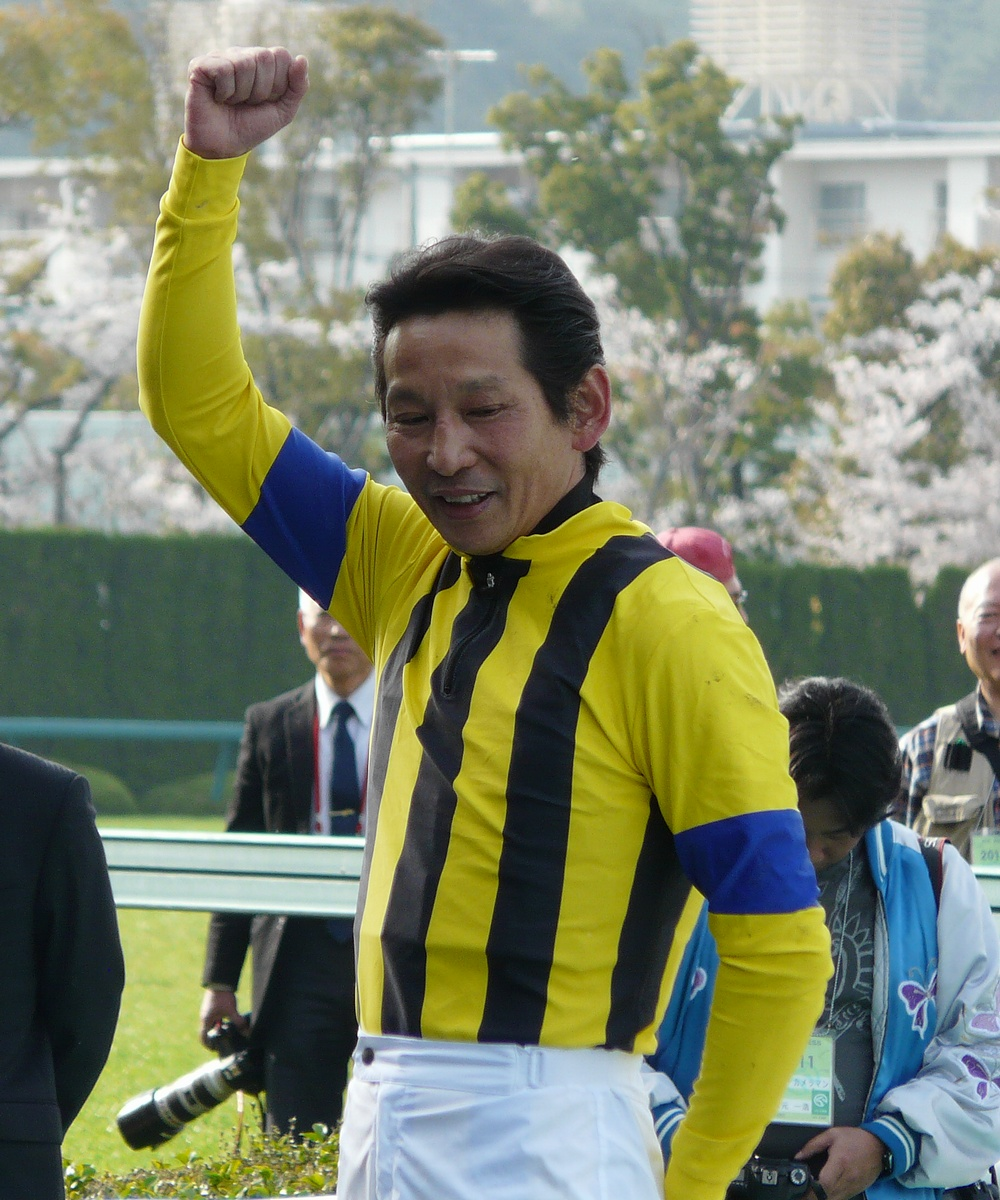
中央移籍後、2011年の桜花賞を制した際の安藤勝己騎手

しかしながら、バブル崩壊後の経済情勢は、地方競馬の開催成績を直撃した。1991年に9862億円でピークを迎えた地方競馬全体の売上は、2000年には5605億円まで激減する。巨額の累積赤字を積み上げた各地の主催者は一転して賞典費を始めとする経営コスト削減に回るが、それが馬資源の流出や厩舎関係者の士気低下を招くことで競走自体の魅力が乏しくなり、ますます開催成績が悪化するという悪循環に陥っていった。また、中央・地方併せて2001年には46競走まで拡大したダートグレード競走だが、その賞金水準の高さに比して売上額は芳しくなく、地方競馬にとってのカンフル剤とはならなかった。高崎競馬場や新潟公営などでは入場者数増加の振興策の一環として、日本中央競馬会の場外勝馬投票券発売所を場内で併設することが行われた。だがその結果として、目の前で行われている生の競走ではなく、僅かな手数料収入しか得られない中央競馬の中継映像へ多くの顧客が群がるという、悲劇的な光景も見られたという。
また、西日本を中心に専業の競馬場も存在するなど、長らく地方競馬の歴史を支えてきたアングロアラブ競馬だが、1995年の中央競馬における廃止に続いて、1980年代から在厩数の減少に悩んでいた南関東の競馬場がその廃止を決定する。交流元年後はサラブレッドによる相互交流の機運が高まったこともあって、アラブのメッカを誇った兵庫県競馬組合も1999年にサラブレッドの導入を発表。最終的に、2009年9月27日に福山競馬場で施行された「開設60周年 アラブ特別レジェンド賞」をもって、日本国内におけるアングロアラブ系単独競走は姿を消している。
そして2001年、大分県の中津競馬場が、21億円の累積赤字を理由に廃止されることが主催者の中津市より発表される。その後、中津競馬場では廃止に伴う競馬場関係者の補償金を巡って労働争議が紛糾するが、ともかくもこの中津を皮切りとして、全国的に競馬主催者の撤退が相次いでいった。翌2002年8月には日本一小さな競馬場として知られた島根県益田市の益田競馬場が廃止となり、2003年から2006年にかけて足利・高崎・宇都宮の北関東公営競馬が壊滅。東北地区では、2002年にすでに前年より三条競馬場での開催を中止していた新潟県競馬が完全に廃止され、翌2003年には作家山口瞳が愛したことで知られた上山競馬場からも競走馬が姿を消した。かつては地方競馬の優等生と謳われた岩手競馬すらも、開催成績の低迷に加えて、1996年に移転した新盛岡競馬場の建設費を巡る巨額の債務によって破綻的な経営状況へと陥り、2007年には一時廃止が確実視された。1989年より4市による北海道市営競馬組合として主催されてきたばんえい競馬についても、2006年に帯広市を除く構成地方公共団体が撤退し、単独の開催へ縮小することで辛くも存続している。
また、地方競馬から中央競馬の競走への遠征馬に騎乗する騎手は当日の他の競走にも騎乗できたことから、地方競馬の名手たちが中央競馬においてもその腕前を披露する機会を得ることになった。そして地方競馬の未来がかくも不安定な状況にあっては、一般的な注目度・金銭的な待遇ともに恵まれた中央競馬への移籍を望む騎手が現れることも自然な流れである。2001年、長らく笠松競馬場のリーディングジョッキーとして知られた安藤勝己が、中央競馬の騎手免許試験を受験することを発表した。この年こそ一次試験で不合格となったが、すでにその実力が中央競馬のファンにも知れ渡っていた安藤勝己が免許を取得できなかったことは各方面からの非難を呼んだ。そして翌2002年には通称アンカツルールと呼ばれた「過去5年間に中央競馬で年間20勝以上の成績を2回以上挙げた騎手」の一次試験を免除する規定が設けられたこともあって、見事に合格。地方競馬全国協会は騎手免許の中央・地方重複所有を監督官庁である農林水産省へ要請したが認められず、2003年3月より安藤勝己は中央競馬所属騎手として再出発を果たした。以後も各地区のリーディング級騎手による中央競馬騎手免許試験の受験が相次ぎ、また地方競馬内でも比較的余裕のある競馬場への移籍を望む事例がみられるようになった。

#### 生き残りに向けて

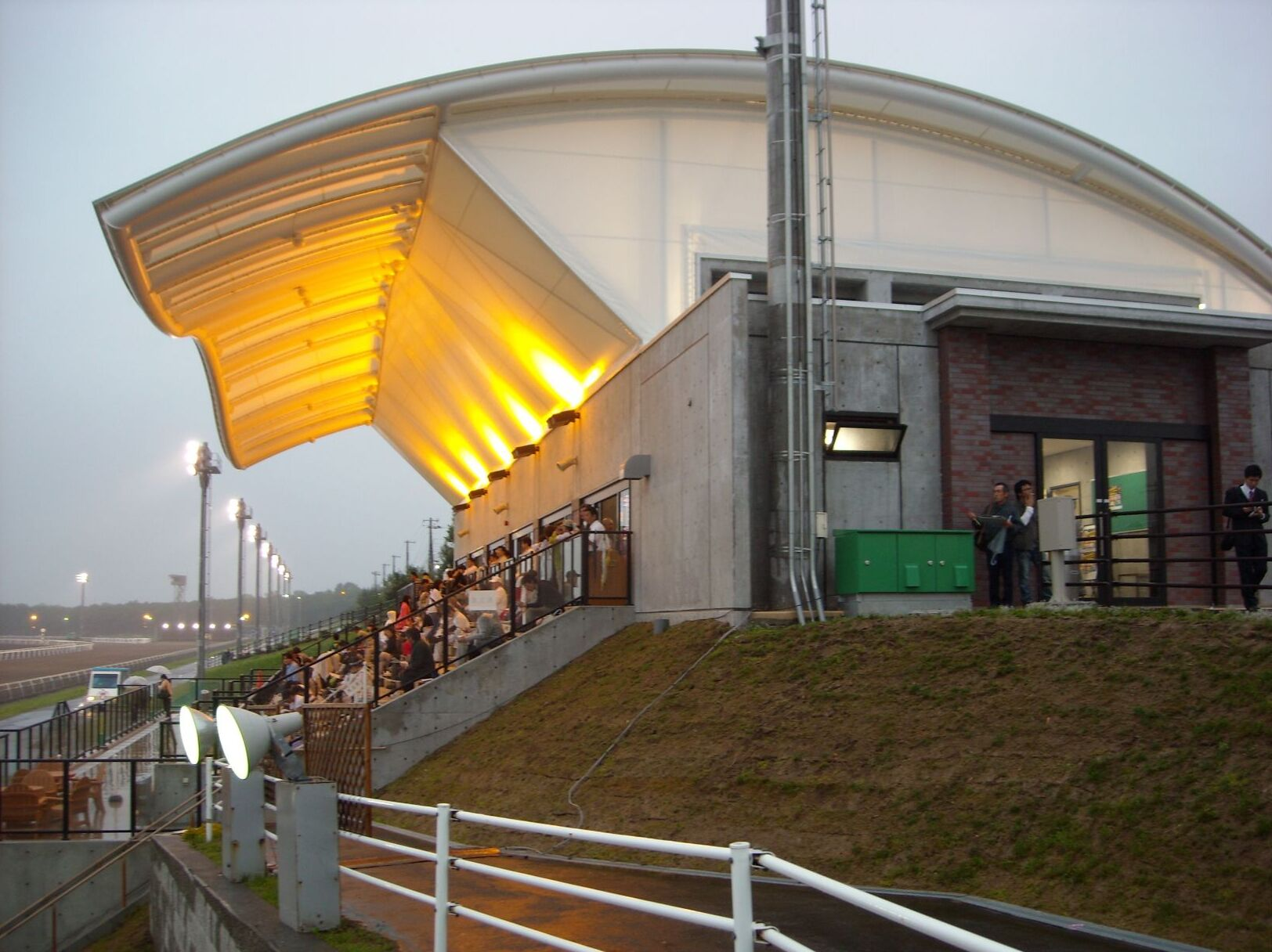
門別競馬場のポラリスドーム

2004年、疲弊する地方競馬を中心とした日本競馬の構造改革を目指して競馬法が改正され、勝馬投票券発売業務を始めとする競馬の実施にあたる業務の大半を民間業者へ委託可能となった。そして早速、2004年限りでの廃止が決定していた高崎競馬場について、当時新進気鋭のIT系若手経営者として知られ、熱心な競馬ファンでもあったライブドア社長堀江貴文が、インターネットを通じた馬券発売を中心とした再建策を持ち上げる。2005年には、ソフトバンクの子会社であるソフトバンク・プレイヤーズが、日本レーシングサービスが所有していた南関東を除く地方競馬の統合電話投票システムであるD-netを買収し、翌2006年4月よりオッズパークとしてリニューアル。同社はまた、帯広市主催のばんえい競馬の一部業務委託も2011年度まで担っている。一方で南関東公営競馬は東京都競馬がシステムを管理する自前の電話投票システムSPAT4を有していたが、別途2006年3月末に楽天との間でインターネットを通じた勝馬投票券発売業務の提携を発表。他の主催者もこれに追随し、2007年2月より楽天競馬として業務を開始した。
こうした勝馬投票券発売業務の委託は10%以上の高額な手数料による収益性低下の問題を孕んでいたものの、その利便性の高さから総売上に占める電話投票の割合は着実に増加していった。なかでも高知県競馬組合はハルウララの登場と関係者の必死の努力によってギリギリで廃止を免れる状況が続いていたが、インターネット投票の顧客を狙って2009年より冬期も含めた通年ナイター開催である夜さ恋（よさこい）ナイターを開始。後述する日本中央競馬会の電話投票システムでの発売もあって、大きく経営を安定化させることに成功している。このようにナイター開催化の流れは全国的に顕著であり、同じく2009年から門別もナイター化し、2012年からは園田競馬場も限定的ながらナイター開催を行っている。こうした中で地方競馬の開催成績は2000年代半ばから微減で推移してきたが、それでも2011年には荒尾競馬場が、2013年には福山競馬場が廃止となった。
2000年代の後半に入るとインターネット発売や広域場間場外発売の拡大もあって、従来から進められていたダービーWeekを始めとする全国規模のシリーズ競走の企画運営や交流競走路線の整備が、一層の進展を見せてきた。また小泉構造改革に伴う特殊法人改革によって、地方競馬全国協会は2008年より地方共同法人へと移行する。この際にその業務に「競馬活性化事業及び競走馬生産振興事業に対する補助」が加えられ、農林水産大臣の認可を受けた認定競馬活性化計画に基づき、地方競馬全国協会が各主催者や業務受託業者を支援することが可能となった。そして日本中央競馬会からの交付金も用いて整備が進められた地方競馬共同トータリゼータシステムによって、2012年10月からは地方競馬IPATとして中央競馬の電話投票システムを通じた地方競馬の発売を開始。また同じシステムを通じて地方競馬場やその場外勝馬投票券発売所で中央競馬の馬券を発売するJ-PLACEも拡大し、その手数料収入が一部の地方競馬主催者にとっては重要な収益の柱となっている。
これらの施策が実を結び、地方競馬の売上は下げ止まりの傾向を示している。川崎競馬では平成25年（2013年）度の一般会計決算で累積赤字をすべて解消し黒字に転じたほか、ばんえい競馬も平成25年（2013年）度・平成26年（2014年）度の2年連続で売得金（売上）が前年度比110%以上となっている。
また、長年下落傾向にあった競走賞金も徐々に回復に転じ、各競馬場において重賞競走の新設や賞金増額などの施策が講じられるようにもなった。

#### ダート体系整備
2022年、JRAと連携して大規模なダート競走の大規模な体系整備が2023年より実施されることが発表された。中央馬に対する地方馬の戦力の増強、ダートグレード競走の国際格付け取得が最終的な目標とされている。
整備内容
- 3歳ダート三冠として、羽田盃・東京ダービー・ジャパンダートクラシック(前身ジャパンダートダービー)の3競走をGI級レースとして整備、不来方賞の新設を含めるトライアルレースの設定をする。また、3歳(牝馬)三冠や春秋古馬三冠と同様特別賞が設定されており、8,000万円の賞金が贈られる。

詳細は3歳ダート三冠を参照。
- 3歳馬の春季短距離路線の頂点を決める競走として、兵庫チャンピオンシップを1,400mに変更。
- 兵庫チャンピオンシップに向けて、2歳秋を対象とした8地方競馬場での競走、3歳秋を対象とした4ブロックでの競走をダート短距離の重賞級認定競走ネクストスターとして設定する。また、これらの競走は地方競馬所属のみが参戦が可能となる。[注 32]

詳細はネクストスター (競馬の競走名)を参照。
- 2・3歳短距離路線の充実を目的に、北海道スプリントカップを8月中旬の3歳限定戦に、エーデルワイス賞を10月末 - 11月上旬に変更する。[注 33]
- 古馬短距離路線の整備を目的とした、さきたま杯の短距離の春頂点決定戦への位置づけ、同競走とかきつばた記念の整備。
- 古馬中距離路線の重賞競走のローテーション調整と整備。ダイオライト記念、川崎記念、名古屋グランプリ、名古屋大賞典が対象。
- 古馬牝馬路線の上半期頂点決定戦としてエンプレス杯の時期変更と整備。各地区から同競走へ向かう体系作りを目的に、クイーン賞、兵庫女王盃(前身TCK女王盃)、ブリーダーズゴールドカップの時期を変更する。
- 3歳牝馬路線の上半期目標としてマリーンカップの時期変更、整備。優勝馬はJBCレディスクラシックの優先出走権が得られる。

2歳馬競走に対する変更は2023年、3歳馬や古馬競走に対する変更は2024年から適応される。
また、地方馬の戦力の増強を目的とした、上記以外にも本賞の増額や競走体系・負担重量の整備、優勝馬への報奨金などのダートグレード競走への奨励策、国際競走化やより上の格付け取得、レースレーティングの向上を目的とした、海外出走馬の受け入れ体制の整備などが施行される予定であり、2028年から段階的にダートグレード「Jpn」の廃止も行われる。
こういった改革を受けて各地域の競馬運営組織でも競走の見直しが行われており、近辺地域における3歳秋の頂点決定戦だった岩手のダービーグランプリの終了や兵庫地域では兵庫三冠競走を再編して、西日本クラシックを新設することが発表されている。

## GI・JpnI競走
以下の表は2024年度それぞれの格付けの施行順となっている。

### GI
|   | 競走名     | 備考                | 出走可能性齢 |
| - | ---------- | ------------------- | ------------ |
| 1 | 東京大賞典 | 1年を締め括る総決算 | 3歳以上      |

### JpnI
|   | 競走名                         | 備考                         | 出走可能性齢  |
| - | ------------------------------ | ---------------------------- | ------------- |
| 1 | 川崎記念                       | 春のダートチャンピオン決定戦 | 4歳以上       |
| 2 | 羽田盃                         | 3歳ダート三冠第1戦           | 3歳牡馬・牝馬 |
| 3 | かしわ記念                     | 春のマイルチャンピオン決定戦 | 4歳以上       |
| 4 | 東京ダービー                   | 3歳ダート三冠第2戦           | 3歳牡馬・牝馬 |
| 5 | さきたま杯                     | 春の短距離チャンピオン決定戦 | 3歳以上       |
| 6 | 帝王賞                         | 上半期総決算                 | 4歳以上       |
| 7 | ジャパンダートクラシック       | 3歳ダート三冠最終戦          | 3歳牡馬・牝馬 |
| 8 | マイルチャンピオンシップ南部杯 | 秋のマイルチャンピオン決定戦 | 3歳以上       |
| 9 | 全日本2歳優駿                  | 2歳ダートチャンピオン決定戦  | 2歳           |

※川崎記念は2024年度より開催時期を4月上旬に移設。
※羽田盃・東京ダービーは2023年まで南関東重賞格付けにおいてSIであった。また、さきたま杯がJpnIに昇格するため南関東全ての競馬場にJpnIが定められる。
※ジャパンダートクラシックは2023年まで「ジャパンダートダービー」の名称で7月に開催されていたが、ダート三冠路線整備に伴い現名称に変更の上、10月上旬に移設。

#### JBC競走
|   | 競走名                | 備考                        | 出走可能性齢 |
| - | --------------------- | --------------------------- | ------------ |
| 1 | JBCレディスクラシック | JBC牝馬チャンピオン決定戦   | 3歳以上牝馬  |
| 2 | JBCスプリント         | JBC短距離チャンピオン決定戦 | 3歳以上      |
| 3 | JBCクラシック         | JBCダートチャンピオン決定戦 | 3歳以上      |

## 日本国外における地方競馬
上述の通り、地方競馬とは日本国内における法令用語である。だが、日本国外の競馬についても、その施行形態や開催規模などによって、地方競馬に近い形で呼ばれているか、翻訳・紹介にあたって地方競馬の語を充てる事例が存在する。これは必ずしも、日本における地方競馬と質的に同等というわけではない。

### フランス
フランスの競馬においては、フランスギャロとシュヴァルフランセによって施行されるパリ地区を除く、地方競馬協会（Société de courses de Province）が施行する競馬が地方地区（地方競馬）とされる。全国に200を越える地方競馬協会が存在し、その施設は多くの場合地方自治体の所有である。全国で10個の地方連合会によって束ねられたこれらの地方競馬は、パリ地区も含めた全国組織であるフランス競馬全国連合を通じて、審判や発走などの開催執務を担う人員や放映機材の支援、フランス場外馬券発売公社（PMU）の収益からの資金援助を受ける。一方で、PMUでの発売を受けられない零細地方競馬協会については開催成績が低迷し、競馬を廃止する地方自治体も現れている。

### オーストラリア
オーストラリアの競馬は連邦を構成する各州及び特別地域ごとに根拠法が制定され、それに基づいて大小数百の競馬主催者が存在している。これはその賞金額などによって3つのカテゴリーに分類され、上からそれぞれ都市競馬（Metropolitan）、地方競馬（Provincial）、田舎競馬（Country）と呼ばれている。ただし、カテゴリーの間で相互の出走の制限などは存在せず、あくまで主催者の相対的な位置付けに過ぎない。

### 南米諸国
ウルグアイには14の競馬場が存在するが、そのうち首都モンテビデオ郊外に存在するマローニャス競馬場（Hipódromo de Maroñas）以外の競馬場を地方（Interior）とする。チリの競馬においては、各競馬主催者は法的には同等であるが、記録・統計上は首都サンティアゴの2団体とビニャ・デル・マールに存在するバルパライーソ・スポーティングクラブの3主催者が中央、それ以外は地方とされる。

## テレビ番組
- 日経スペシャル ガイアの夜明け 優駿の叫び 存続か廃止か 揺れる地方競馬（2005年1月18日、テレビ東京）[187]。